# Dobranje (Zažablje)
Dobranje falu Horvátországban, Dubrovnik-Neretva megyében. Közigazgatásilag Zažablje községhez tartozik.

## Fekvése
Makarskától légvonalban 64, közúton 87 km-re délkeletre, Pločétől légvonalban 23, közúton 36 km-re délkeletre, községközpontjától légvonalban 6, közúton 10 km-re keletre a hercegovinai határ mellett fekszik. Határa teljes mértékben hegyes.

## Története
A település területe már ősidők óta lakottak volt, melyet az itt található hét illír halomsír is bizonyít. Halomsírok találhatók a falu határához tartozó Žabán, Kaloperovićin és Zmijina Glavicán. A római uralom idején az 1. században a község területén kisebb települések voltak. A horvátok ősei a 7. – 8. században foglalták el ezt a területet. Az ő középkori jelenlétükről tanúskodnak a régi plébániatemplom körül fennmaradt sírkövek. A község területét már 1482 előtt elfoglalta a török és egészen 1694-ig török uralom alatt állt. A török uralom idején is folyamatosan éltek itt horvátok, melyet a Kisboldogasszony templom 1617-ben történt felépítése is bizonyít.
A török alóli felszabadítás után 1694-től két hullámban a szomszédos Hercegovinából érkezett horvát ajkú lakosság telepedett itt le. Az első hullám közvetlenül 1694 után, a második nagyobb hullám az ún. kis háború (1714-1718) idején érkezett. Ekkor alakultak ki a község mai települései, melyek 1720-ig a slivno ravnoi plébániához tartoztak. 1720-ban megalapították a vidonjei plébániát, majd 1769-ben ebből leválasztva Fabijan Blašković püspök létrehozta a dobranjei plébániát. A velencei uralomnak 1797-ben vége szakadt és osztrák csapatok vonultak be Dalmáciába. 1806-ban az osztrákokat legyőző franciák uralma alá került, de Napóleon lipcsei veresége után 1813-ban újra az osztrákoké lett. A településnek 1857-ben 361, 1910-ben 312 lakosa volt. 1918-ban az új szerb-horvát-szlovén állam, majd később Jugoszlávia része lett.
Már a 20. század elején megindult a hegyi települések lakosságának leköltözése a vizek, a művelhető területek és az utak közelébe. A második világháború idején a Független Horvát Állam része volt. A háború után a szocialista Jugoszlávia része lett. A település lakosságának csökkenése különösen a háború után volt intenzív, amikor a hegyi falvak kiürültek és lakosságuk a vizek és művelhető földek közelében telepedett le. A plébánia súlypontja Bijeli Virre helyeződött át, ahol szükségesnek látták egy új plébániatemplom felépítését is, mely 1975-ben készült el. A plébánia neve ettől kezdve dobranje-bijeli viri plébánia lett, központja pedig Bieli Virre került. 1992-ben megalakult Zažablje, az ország egyik legfiatalabb községe, melynek Dobranje is a része lett. A településnek 2011-ben már csak 6 lakosa volt.

## Népesség
| Lakosság változása | Lakosság változása | Lakosság változása | Lakosság változása | Lakosság változása | Lakosság változása | Lakosság változása | Lakosság változása | Lakosság változása | Lakosság változása | Lakosság változása | Lakosság változása | Lakosság változása | Lakosság változása | Lakosság változása | Lakosság változása |
| ------------------ | ------------------ | ------------------ | ------------------ | ------------------ | ------------------ | ------------------ | ------------------ | ------------------ | ------------------ | ------------------ | ------------------ | ------------------ | ------------------ | ------------------ | ------------------ |
| 1857               | 1869               | 1880               | 1890               | 1900               | 1910               | 1921               | 1931               | 1948               | 1953               | 1961               | 1971               | 1981               | 1991               | 2001               | 2011               |
| 361                | 387                | 264                | 299                | 313                | 312                | 528                | 610                | 331                | 244                | 181                | 54                 | 27                 | 15                 | 9                  | 6                  |

(1857-ben, 1869-ben, 1921-ben és 1931-ben az adatok Bijeli Vir lakosságát is tartalmazzák.)

## Nevezetességei
- A dobranjei régi Kisboldogasszony plébániatemplom[4] 1617-ben épült, felszentelését 1620-ban Krizostom Antić trebinjei püspök végezte. A templom kezdetben csak egy hajóból állt, az apszist Fabijan Blašković püspök rendeletére utólag építették hozzá 1779-ben és a főoltárt ebben helyezték el. Boltozott épület méteres vastagságú falakkal. 1827-ben és 1901-ben megújították. Mai formáját 1962-ben nyerte el, amikor elbontották a régi nyitott harangtornyot és betonból újat építettek helyette. Az eredeti kőlapos tetőfedést 1988-ban cserepekre cserélték. A templomban kőből falazott oltár áll fából faragott felépítménnyel és szentségtartóval. A keresztút 1902-ből, a Szűzanya szobra 1905-ből, a feszület a 18. századból származik.
- A Szent Család kápolnát 1920-ban építették a régi plébániatemplomhoz vezető út mellé. A homlokzat tetején kis nyitott harangtorony látható egy haranggal. Közelében a Zmjina glavicán 2003-ban Marinko Jurišin plébános kőkeresztet emeltetett.